# K. W. Jeter

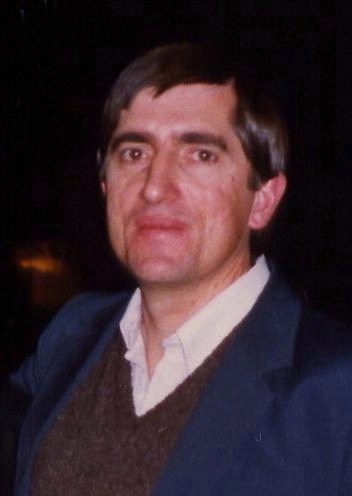
K. W. Jeter

Kevin Wayne Jeter, bekannt als K. W. Jeter (* 26. März 1950 in Los Angeles, Kalifornien), ist ein US-amerikanischer Science-Fiction- und Horror-Autor.

## Leben
Jeter besuchte die California State University, wo er über die Autoren James Blaylock und Tim Powers schließlich Philip K. Dick kennenlernte. Sie wurden Freunde und Dick wurde eine Art Mentor für Jeter. Jeter verfasste nach Dicks Tod drei Fortsetzungen zu dessen Roman Träumen Androiden von elektrischen Schafen? – verfilmt als Blade Runner – die wohl seine bekanntesten und erfolgreichsten Veröffentlichungen sind.
Sein Debüt als Autor gab Jeter mit seinem Roman Dr. Adder, der 1984 veröffentlicht wurde. Jeter verfasste auch drei Romane für das Star-Wars-Universum.
Jeter ist das lebende Vorbild für Dicks Charakter Kevin aus der Valis-Trilogie.
Er lebt zusammen mit seiner Frau Geri in Las Vegas, Nevada.

## Werke

### Doctor Adder
- Dr. Adder, 2006, ISBN 3-937897-13-5, Doctor Adder, 1984
- The Glass Hammer, 1985
- Death Arms, 1987

### Star Trek: Deep Space Nine
- Die Station der Cardassianer, 1994, ISBN 3-453-07750-4, Bloodletter, 1994
- Das Böse, 1996, ISBN 3-453-15669-2, Warped, 1995

### Alien Nation
- Dark Horizon, 1993
- Cross of Blood, 1995

### Blade Runner
- Blade Runner II, 1997, ISBN 3-453-15206-9, The Edge of Human, 1995
- Blade Runner. Die Rückkehr, 2004, ISBN 3-453-87918-X, The Edge of Human + Replicant Night, 1995/96
- Beyond Orion, 2000
- Eye and Talon, 2000

### Star Wars: Der Kopfgeldjägerkrieg
- Die mandalorianische Rüstung, 2001, ISBN 3-453-19913-8, The Mandalorian Armor, 1998
- Das Sklavenschiff, 2002, ISBN 3-453-19912-X, Slave Ship, 1998
- Die große Verschwörung, 2002, ISBN 3-453-21070-0, Hard Merchandise, 1999

### Einzelromane
- Seeklight, 1975
- The Dreamfields, 1976
- Die Nacht der Morlocks, 2010, ISBN 3-937897-39-9, Morlock Night, 1979
Eines der Schlüsselwerke, die zur Entstehung des Steampunk-Genres führten.[2]
- Soul Eater, 1983
- Dark Seeker, 1987
- Das Erbe des Uhrmachers, 1990, ISBN 3-548-22345-1, Infernal Devices, 1987
- Mantis, 1987
- In the Land of the Dead, 1989
- Farewell Horizontal, 1989
- The Night Man, 1989
- Madlands, 1991
- Wolf Flow, 1992
- Noir, 1998

## Belege
1. 1 2  Sutin, Lawrence: Divine Invasions – A Life of Philip K. Dick, 1989
2. ↑  Brian M. Stableford: Science Fact and Science Fiction: an Encyclopedia. Routledge, New York 2006, ISBN 978-0-415-97460-8, Steampunk, S. 502 f. (englisch).